# Organizarea administrativă a Slovaciei
Slovacia este împărțită în 8 regiuni (kraj), denumite după capitala lor. Aceste sunt subdivizate în 79 de districte (okres), ce nu au rol asministrativ, fiind utilizate doar pentru statistici. Districtele conțin mai multe comune (obec) care la rândul lor conțin mai multe zone cadastrale (katastrálne územie).

## Regiuni
După separarea de Cehoslovacia din 1993, în 1996 a fost schimbată împârțirea administrativă fiind introduse 8 regiuni (kraj) care erau conduse de un reprezentant numit al guvernului. Din 2002 acestea au căpătat autonomie fiind denumite samosprávne kraje, sau, conform constituției vyššie územné celky - Unități Teritoriale Superioare. Acestea sunt conduse de un consiliu și un președinte aleși. 
| Idx | Steag | Regiune         | Capitală        | Suprafață (loc) | Populație (loc) | Densitate (loc) | Harta |
| --- | ----- | --------------- | --------------- | --------------- | --------------- | --------------- | ----- |
| 1   |       | Bratislavský    | Bratislava      | 2.053 (8)       | 599.015 (7)     | 291,8 (1)       |       |
| 2   |       | Trnavský        | Trnava          | 4.148 (7)       | 550.103 (8)     | 132,6 (3)       |       |
| 3   |       | Trenčiansky     | Trenčín         | 4.501 (6)       | 605.582 (6)     | 134,5 (2)       |       |
| 4   |       | Nitriansky      | Nitra           | 6.343 (5)       | 713.442 (3)     | 112,5 (5)       |       |
| 5   |       | Žilinský        | Žilina          | 6.788 (3)       | 692.332 (4)     | 102 (6)         |       |
| 6   |       | Banskobystrický | Banská Bystrica | 9.455 (1)       | 662.121 (5)     | 70 (8)          |       |
| 7   |       | Prešovský       | Prešov          | 8.993 (2)       | 789.968 (1)     | 87,8 (7)        |       |
| 8   |       | Košický         | Košice          | 6.753 (4)       | 766.012 (2)     | 113,4 (4)       |       |

## Districte

Districtele Slovaciei

Districtul este o unitate administrativă a Slovaciei, situat între regiune și comună. În timp ce atât regiunile cât și comunele au administrație locală, districtele nu sunt altceva decât entități statistice. În ultima jumătate a secolului XX districtele aveau o putere mai mare, fiecare având un Biroul Districtual (Okresný úrad) propriu cu rolul de a reprezenta statul în teritoriu. Acestea au fost abolite în 2004 și înlocuite cu Birouri de Circuit (Obvodný úrad), responsabile, în general, pentru mai multe districte.
Actualmente în Slovacia există 79 districte, feicare numit după orașul principal, orașele Bratislava și Kosice fiind împărțite în 5 și respectiv 4 districte. 
Banská Bystrica, Banská Štiavnica, Bardejov, Bánovce nad Bebravou, Brezno, Bratislava I, Bratislava II, Bratislava III, Bratislava IV, Bratislava V, Bytča, Čadca, Detva, Dolný Kubín, Dunajská Streda, Galanta, Gelnica, Hlohovec, Humenné, Ilava, Kežmarok, Komárno, Košice I, Košice II, Košice III, Košice IV, Košice - okolie, Krupina, Kysucké Nové Mesto, Levice, Levoča, Liptovský Mikuláš, Lučenec, Malacky, Martin, Medzilaborce, Michalovce, Myjava, Námestovo, Nitra, Nové Mesto nad Váhom, Nové Zámky, Partizánske, Pezinok, Piešťany, Poltár, Poprad, Považská Bystrica, Prešov, Prievidza, Púchov, Revúca, Rimavská Sobota, Rožňava, Ružomberok, Sabinov, Senec, Senica, Skalica, Snina, Sobrance, Spišská Nová Ves, Stará Ľubovňa, Stropkov, Svidník, Šaľa, Topoľčany, Trebišov, Trenčín, Trnava, Turčianske Teplice, Tvrdošín, Veľký Krtíš, Vranov nad Topľou, Zlaté Moravce, Zvolen, Žarnovica, Žiar nad Hronom

## Comunele Slovaciei
În Slovacia, din 31 decembrie 2002 există 2.891 de comune (obec).